# Campeonato Europeo de Lucha de 2000
El LII Campeonato Europeo de Lucha se celebró en el año 2000 en dos sedes distintas. Las competiciones de lucha grecorromana en Moscú (Rusia)  y las de lucha libre masculina y femenina en Budapest (Hungría). Fue organizado por la Federación Internacional de Luchas Asociadas (FILA) y las correspondientes federaciones nacionales de los países sedes respectivos.

## Resultados

### Lucha grecorromana masculina
| Evento | Oro                                | Plata                       | Bronce                          |
| ------ | ---------------------------------- | --------------------------- | ------------------------------- |
| 54 kg  | Marian Sandu · Rumania             | Boris Ambartsumov · Rusia   | Alfred Ter-Mkrtchyan · Alemania |
| 58 kg  | István Majoros · Hungría           | Armen Nazarian Bulgaria     | Rıfat Yıldız · Alemania         |
| 63 kg  | Varteres Samurgashev · Rusia       | Beat Motzer · Suiza         | Vitali Zhuk · Bielorrusia       |
| 69 kg  | Alexei Glushkov · Rusia            | Csaba Hirbik · Hungría      | Movses Karapetian Armenia       |
| 76 kg  | Viachaslau Makaranka · Bielorrusia | Davyd Manukian · Ucrania    | Murat Kardanov · Rusia          |
| 85 kg  | Martin Lidberg · Suecia            | Andrei Batura · Bielorrusia | Alexandr Menshchikov · Rusia    |
| 97 kg  | Serguei Lishtvan · Bielorrusia     | Gogui Koguashvili · Rusia   | Mehmet Özal Turquía             |
| 130 kg | Alexandr Karelin · Rusia           | Serguei Mureiko Bulgaria    | Mihály Deák-Bárdos · Hungría    |

### Lucha libre masculina
| Evento | Oro                         | Plata                           | Bronce                     |
| ------ | --------------------------- | ------------------------------- | -------------------------- |
| 54 kg  | Olexandr Zajaruk · Ucrania  | Leonid Chuchunov · Rusia        | Ivan Dzhorev Bulgaria      |
| 58 kg  | Murad Ramazanov · Rusia     | Arif Kama Turquía               | Yevhen Buslovych · Ucrania |
| 63 kg  | Murad Umajanov · Rusia      | Siarhei Smal · Bielorrusia      | Serafim Barzakov Bulgaria  |
| 69 kg  | Emzar Bedineishvili Georgia | Serguei Demchenko · Bielorrusia | Nikolai Paslar Bulgaria    |
| 76 kg  | Buvaisar Saitiyev · Rusia   | Adem Bereket Turquía            | Guram Mchedlidze Georgia   |
| 85 kg  | Adam Saitiyev · Rusia       | Beibulat Musayev · Bielorrusia  | Gábor Kapuvári · Hungría   |
| 97 kg  | Saguid Murtazaliyev · Rusia | Arawat Sabejew · Alemania       | Vadym Tasoyev · Ucrania    |
| 130 kg | Marek Garmulewicz · Polonia | David Musulbes · Rusia          | Sven Thiele · Alemania     |

### Lucha libre femenina
| Evento | Oro                              | Plata                         | Bronce                   |
| ------ | -------------------------------- | ----------------------------- | ------------------------ |
| 46 kg  | Lidiya Karamchakova · Rusia      | Farah Touchi Francia          | Kamelia Tsekova Bulgaria |
| 51 kg  | Olga Smirnova · Rusia            | Ida Hellström · Suecia        | Inesa Rebar · Ucrania    |
| 56 kg  | Sara Eriksson · Suecia           | Natalia Ivashko · Rusia       | Anna Gomis Francia       |
| 62 kg  | Nikola Hartmann-Dünser · Austria | Gudrun Annette Høie · Noruega | Natalia Ivanova · Rusia  |
| 68 kg  | Lise Legrand Francia             | Anita Schätzle · Alemania     | Anna Shamova · Rusia     |
| 75 kg  | Tetiana Komarnytska · Ucrania    | Edyta Witkowska · Polonia     | Zarife Yıldırım Turquía  |

## Medallero
| Núm. | País        | Oro | Plata | Bronce | Total |
| ---- | ----------- | --- | ----- | ------ | ----- |
| 1    | Rusia       | 10  | 5     | 4      | 19    |
| 2    | Bielorrusia | 2   | 4     | 1      | 7     |
| 3    | Ucrania     | 2   | 1     | 3      | 6     |
| 4    | Suecia      | 2   | 1     | 0      | 3     |
| 5    | Hungría     | 1   | 1     | 2      | 4     |
| 6    | Francia     | 1   | 1     | 1      | 3     |
| 7    | Polonia     | 1   | 1     | 0      | 2     |
| 8    | Georgia     | 1   | 0     | 1      | 2     |
| 9    | Austria     | 1   | 0     | 0      | 1     |
| 9    | Rumania     | 1   | 0     | 0      | 1     |
| 11   | Bulgaria    | 0   | 2     | 4      | 6     |
| 12   | Alemania    | 0   | 2     | 3      | 5     |
| 13   | Turquía     | 0   | 2     | 2      | 4     |
| 14   | Noruega     | 0   | 1     | 0      | 1     |
| 14   | Suiza       | 0   | 1     | 0      | 1     |
| 16   | Armenia     | 0   | 0     | 1      | 1     |
|      | TOTAL       | 22  | 22    | 22     | 66    |